# لويز كارفر (مغنية)
لويز كارفر (بالإنجليزية: Louise Carver)‏ هي عازفة بيانو ومغنية وكاتبة غنائية جنوب أفريقية، ولدت في 10 يناير 1979 في كيب تاون في جنوب أفريقيا.

## وصلات خارجية
- الموقع الرسمي
- لويز كارفر على موقع ميوزك برينز (الإنجليزية)
- لويز كارفر على موقع أول ميوزيك (الإنجليزية)
- لويز كارفر على موقع ديسكوغز (الإنجليزية)